# Coquillettomyia bulbiformis
Coquillettomyia bulbiformis är en tvåvingeart som beskrevs av Bu och Zheng 1994. Coquillettomyia bulbiformis ingår i släktet Coquillettomyia och familjen gallmyggor.
Artens utbredningsområde är Yunnan (Kina). Inga underarter finns listade i Catalogue of Life.